# バラデー郡

バラデー郡
Baradè

バラデー郡（バラデーぐん、ハイチ語: Baradè、フランス語: Barradères）は、ハイチ南西部ニップ県西部の郡。2003年9月4日にニップ県設置に伴いアンサヴォー郡から分割された。南東に南県アカン郡、南にオカイ郡、西にグランダンス県コライユ郡と接する。人口は郡の中で最も少ない。
コミーンも新たにバラデーからグラン・ブーカンが分割された。グラン・ブーカンはラゴナーヴ湾に突出した半島である。郵便番号は75から始まる。